# Výbor Evropského parlamentu pro práva žen a rovnost pohlaví
Výbor pro práva žen a rovnost pohlaví (FEMM) je výborem Evropského parlamentu.

## Členství

### Předsednictví
| Člen | Člen           | Skupina | Role     | Země   |
| ---- | -------------- | ------- | -------- | ------ |
|      | Robert Biedroń | S&D     | Předseda | Polsko |

### Místopředsedkyně
- Eugenia Rodríguezová Palopová
- Sylwia Spureková
- Elissavet Vozembergová-Vrionidiová
- Radka Maxová

### Členové
- Isabella Adinolfiová
- Christine Andersonová
- Vilija Blinkevičiūtėová
- Annika Brunaová
- Maria da Graça Carvalhová
- Gwendoline Delbosová-Corfieldová
- Frances Fitzgeraldová
- Rosa Estaràsová Ferragutová
- Lina Gálvezová Moñozová
- Lívia Járókaová
- Arba Kokalariová
- Alice Kuhnkeová
- Elżbieta Katarzyna Łukacijewskaová
- Karen Melchiorová
- Andżelika Anna Możdżanowskaová
- Johan Nissinen
- Maria Noichlová
- Carina Ohlssonová
- Sandra Pereiraová
- Pina Piciernová
- Sirpa Pietikäinenová
- Margarita De La Pisa Carriónová
- Samira Rafaelaová
- Evelyn Regnerová
- Diana Ribaová i Ginerová
- María Soraya Rodríguezová Ramosová
- Maria Veronica Rossiová
- Christine Schneiderová
- Stéphane Séjournéová
- Michal Šimečka
- Isabella Tovaglieriová
- Marco Zullo

### Náhradníci
- Abir Al-Sahlaniová
- Barry Andrews
- Sylvie Brunetová
- Lena Düpontová
- Nicolaus Fest
- Cindy Franssenová
- Heléne Fritzonová
- Esteban González Pons
- Pierrette Herzbergerová-Fofanaová
- Michiel Hoogeveen
- Virginie Joronová
- Marina Kaljurandová
- Ewa Kopaczová
- Elena Kountouraová
- Maria-Manuel Leitãová-Marquesová
- Aušra Maldeikienėová
- Predrag Fred Matić
- Silvia Modigová
- Alessandra Morettiová
- Kira Marie Peterová-Hansenová
- Terry Reintkeová
- Jérôme Rivière
- Katarína Rothová Neveďalová
- Susana Solísová Pérezová
- Eleni Stavrouová
- Vera Taxová
- Irène Tolleretová
- Monika Vanaová
- Hilde Vautmansová
- Pernille Weissová
- Angelika Winzigová
- Jadwiga Wiśniewskaová